# Tervia jellyae
Tervia jellyae är en mossdjursart som beskrevs av Harmer 1915. Tervia jellyae ingår i släktet Tervia och familjen Terviidae. Inga underarter finns listade i Catalogue of Life.